# Хакучи
Хакучи (白雉) је име јапанске историјске ере у Асука периоду која је трајала од фебруара 650. до децембра 654. У тој ери владао је цар Котоку а након његове смрти неће бити званичних ера све до 686. године кад цар Тему накратко враћа тај обичај.

## Историја
Године 650. започета је Хакучи ера, друга званична (ненго) ера у јапанској историји која је дошла у шестој години Таика ере. Ера је добила име када је даимјо провинције Нагато донео цару на поклон белог фазана који се сматрао добрим знаком. Цар Котоку, одушевљен овим раритетом мења име ере у Хакучи (у преводу „бели фазан“).

## Важнији догађаји Хакучи ере
- 650. (Хакучи 1): Цар котоку наређује слободу свих затвореника у земљи.[5]
- 654. (Хакучи 5, први месец): Велики број пацова појавио се у провинцији Јамато што се сматрало знаком да се престоница земље пресели у други град.[4]
- 654. (Хакучи 5): Цар Котоку умире у 59. години живота након што је владао целу деценију – пет година у „Таика“ ери и пет година у „Хакучи“ ери.[6]